# Heuvellandlijn
De Heuvellandlijn is tussen 2006 en 2016 en sinds 2022 de naam voor de treindienst tussen Maastricht Randwyck en Kerkrade Centrum (via Maastricht en Heerlen). De lijn wordt door de provincie Limburg openbaar aanbesteed en werd van 2006 tot 2016 geëxploiteerd door Veolia Transport Nederland. Per 11 december 2016 nam Arriva Personenvervoer Nederland de exploitatie over, maar zij boden pas sinds 11 december 2022 rechtstreekse treinen aan tussen Maastricht en Kerkrade.

## Geschiedenis

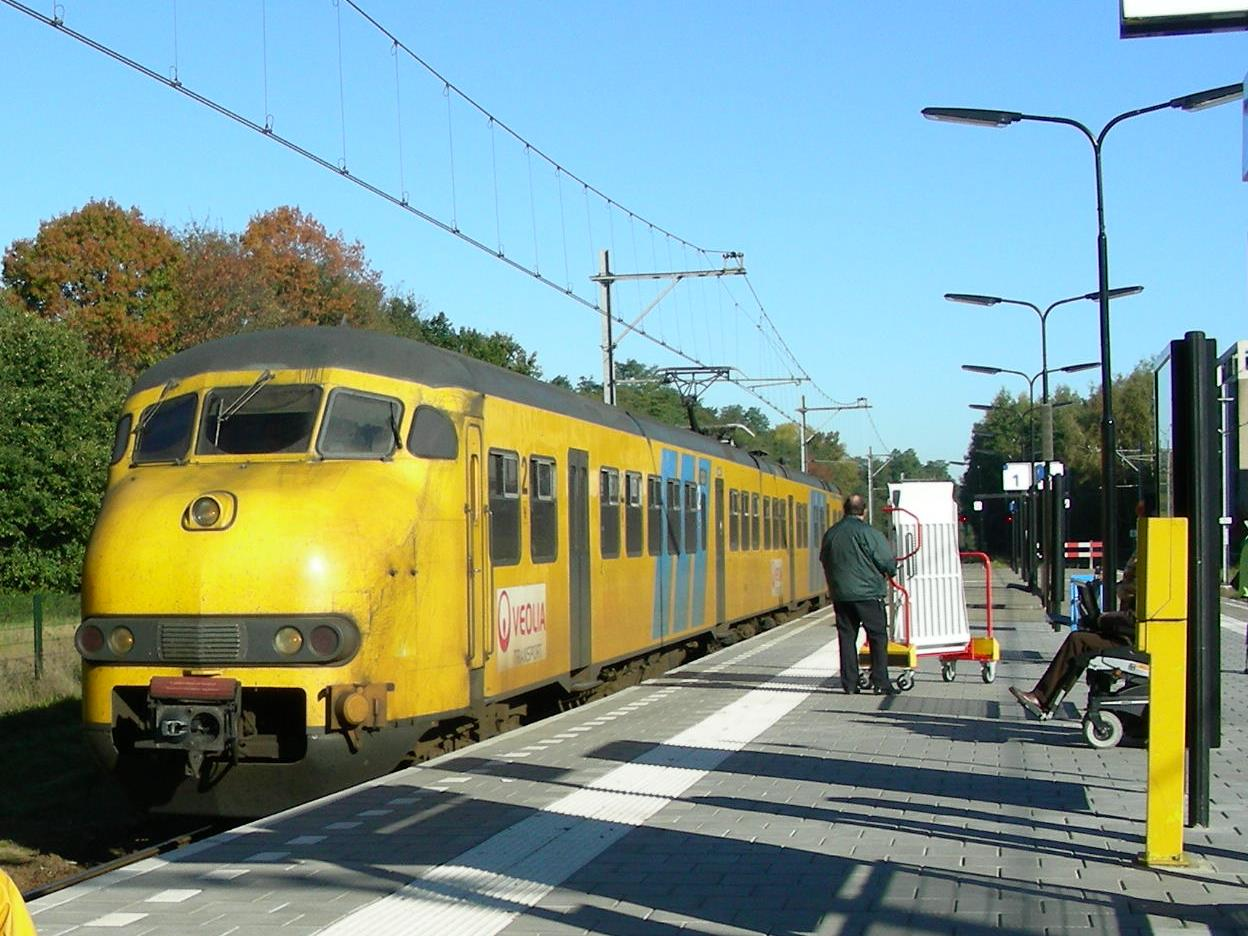
Stoptrein in station Kerkrade Centrum, oktober 2007. De lijn wordt sinds december 2006 geëxploiteerd door Veolia, maar gedurende de eerste twee jaar waren acht stellen Plan V van NS beschikbaar.

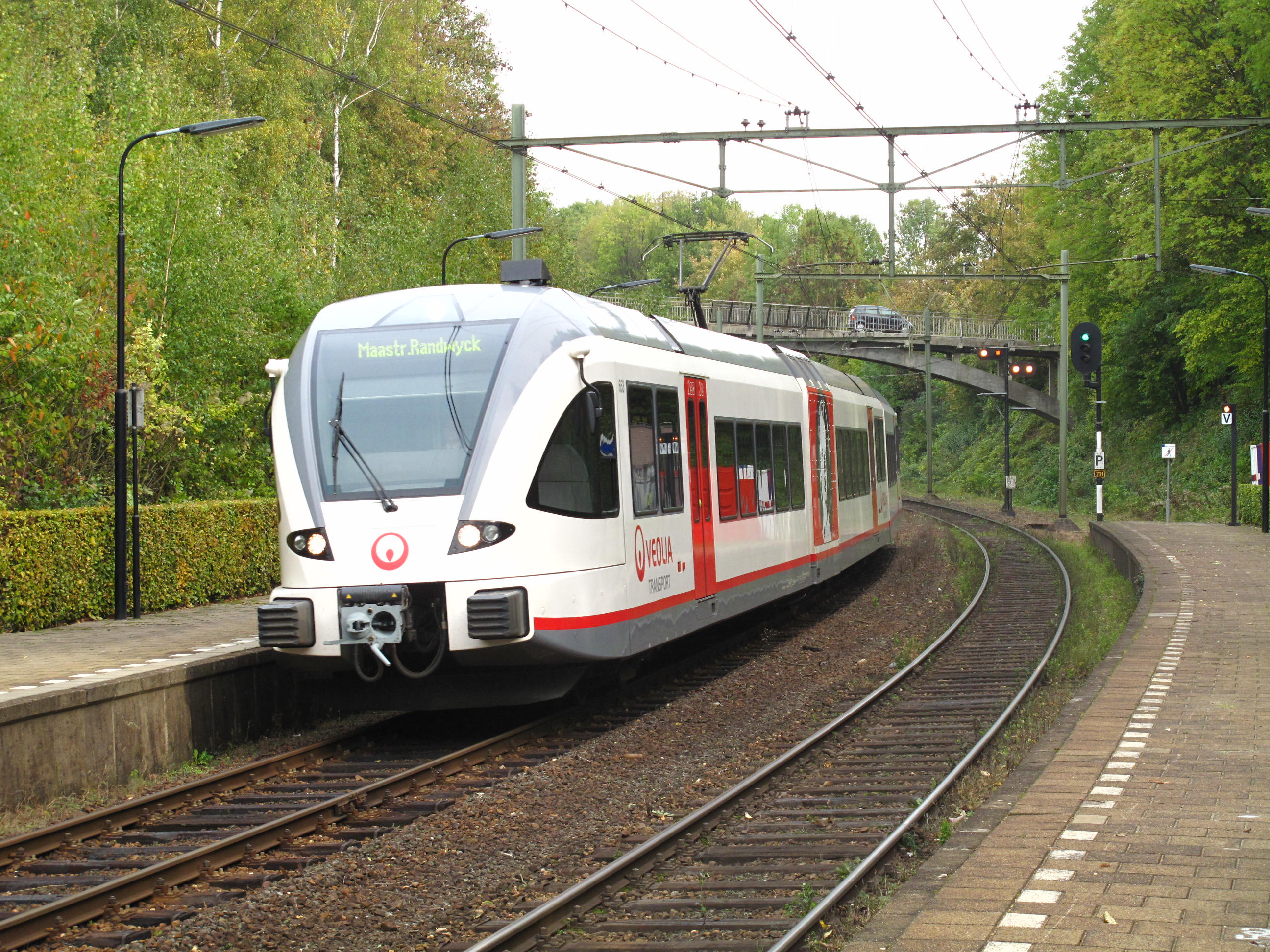
Een stoptrein op de Heuvellandlijn ter hoogte van station Schin op Geul in 2010.

De Heuvellandlijn is onderdeel van de openbaarvervoerconcessie Limburg. Onder deze concessie vallen ook de volgende baanvakken:
- Maastricht Randwyck – Maastricht, onderdeel van de spoorlijn Luik - Maastricht.
- Maastricht – Schin op Geul, onderdeel van de spoorlijn Aken - Maastricht.
- Spoorlijn Heerlen - Schin op Geul.
- Heerlen – Landgraaf, onderdeel van de spoorlijn Sittard - Herzogenrath.
- Landgraaf – Kerkrade Centrum, onderdeel van de spoorlijn Schaesberg - Simpelveld (Miljoenenlijn).

De intercitydiensten van de NS tussen de rest van Nederland en Maastricht/Heerlen vallen buiten deze concessie.

## Bediening
De dienstregeling op de Heuvellandlijn werd van 2006-2008 uitgevoerd met enkele Plan V-treinstellen van leasebedrijf NS Financial Services Company. Vanaf 2008 werd de lijn bereden met acht nieuwe, elektrisch aangedreven Velios-treinstellen van fabrikant Stadler Rail. Deze zijn sinds 11 december 2016 overgenomen door Arriva, die deze stellen ook inzet sinds de herinvoering van de Heuvellandlijn in 2022.
Er rijdt overdag elk halfuur een stoptrein tussen Maastricht Randwyck en Kerkrade Centrum. Tussen Maastricht en Aachen Hbf. wordt elk halfuur tevens een sneltreinverbinding aangeboden met stops in Heerlen, Meerssen en Valkenburg.

### Jaarcijfers
|                     | 2005 | 2006 | 2007 | 2008 | 2009 | 2010 | 2011 | 2012 | 2013 |
| ------------------- | ---- | ---- | ---- | ---- | ---- | ---- | ---- | ---- | ---- |
| Passagiers absoluut | 2,4  | 2,4  | 2,7  | 3,1  | 3,2  | 3,4  | 3,4  | 3,2  | 3,2  |
| Reizigerskilometers | 36,2 | 37,4 | 43,0 | 45,7 | 47,6 | 52,6 | 51,0 | 44,7 | 46,1 |

Alle cijfers in miljoenen.